# Félix Auger-Aliassime
Félix Auger-Aliassime, född 8 augusti 2000 i Montréal, är en kanadensisk tennisspelare. Han har som högst varit rankad på 6:e plats på ATP-singelrankingen och på 60:e plats på dubbelrankingen. Auger-Aliassime har vunnit fyra singel- och en dubbeltitel på ATP-touren.

## Karriär

### 2022: ATP Cup-mästare och första singeltiteln
Auger-Aliassime började säsongen 2022 i ATP Cup, där han var en del av det vinnande laget. Han spelade för Kanada tillsammans med Denis Shapovalov och de besegrade Roberto Bautista Agut och Pablo Carreno Busta från Spanien i finalen. Han nådde därefter en nionde plats på världsrankingen, vilket var ett nytt personbästa.
Auger-Aliassime spelade därefter vid Australiska öppna 2022, där han var nionde seedad. Auger-Aliassime besegrade Emil Ruusuvuori i fem set i den första omgången, trots att han förlorade andra setet med 6–0. Auger-Aliassime besegrade sedan Alejandro Davidovich Fokina i den andra omgången och 24:e seedade Dan Evans i den tredje omgången. Därefter besegrade han 27:e seedade Marin Čilić i den fjärde omgången innan han förlorade mot andraseedade Daniil Medvedev i en match över fem set i kvartsfinalen.
Auger-Aliassime spelade därefter Rotterdam Open 2022 och var tredjeseedad. Han besegrade Egor Gerasimov, Andy Murray, Cameron Norrie och Andrej Rubljov och tog sig till finalen mot toppseedade Stefanos Tsitsipas. Auger-Aliassime besegrade Tsitsipas i finalen i raka set och tog sin första singeltitel på ATP-touren efter att tidigare förlorat åtta finaler.
Auger-Aliassime drog sig ur Dubai Tennis Championships 2022 efter ett ha råkat ut för en ryggskada.

## ATP-finaler

### Singel: 14 (5 titlar, 9 andraplatser)
| Teckenförklaring       |
| ---------------------- |
| Grand Slam (0–0)       |
| ATP Finals (0–0)       |
| ATP Masters 1000 (0–0) |
| ATP 500 Series (3–2)   |
| ATP 250 Series (2–7)   |

| Finaler efter underlag |
| ---------------------- |
| Hard court (5–5)       |
| Grus (0–2)             |
| Gräs (0–2)             |

| Resultat | V–F | Datum         | Turnering                     | Kategori   | Underlag       | Motståndare        | Resultat           |
| -------- | --- | ------------- | ----------------------------- | ---------- | -------------- | ------------------ | ------------------ |
| Tvåa     | 0–1 | Februari 2019 | Rio Open, Brasilien           | 500 Series | Grus           | Laslo Đere         | 3–6, 5–7           |
| Tvåa     | 0–2 | Maj 2019      | Lyon Open, Frankrike          | 250 Series | Grus           | Benoît Paire       | 4–6, 3–6           |
| Tvåa     | 0–3 | Juni 2019     | Stuttgart Open, Tyskland      | 250 Series | Gräs           | Matteo Berrettini  | 4–6, 6–7(11–13)    |
| Tvåa     | 0–4 | Februari 2020 | Rotterdam Open, Nederländerna | 500 Series | Hard court (i) | Gaël Monfils       | 2–6, 4–6           |
| Tvåa     | 0–5 | Februari 2020 | Open 13, Frankrike            | 250 Series | Hard court (i) | Stefanos Tsitsipas | 3–6, 4–6           |
| Tvåa     | 0–6 | Oktober 2020  | Bett1Hulks Indoors, Tyskland  | 250 Series | Hard court (i) | Alexander Zverev   | 3–6, 3–6           |
| Tvåa     | 0–7 | Februari 2021 | Murray River Open, Australien | 250 Series | Hard court     | Dan Evans          | 2–6, 3–6           |
| Tvåa     | 0–8 | Juni 2021     | Stuttgart Open, Tyskland      | 250 Series | Gräs           | Marin Čilić        | 6–7(2–7), 3–6      |
| Vinnare  | 1–8 | Februari 2022 | Rotterdam Open, Nederländerna | 500 Series | Hard court (i) | Stefanos Tsitsipas | 6–4, 6–2           |
| Tvåa     | 1–9 | Februari 2022 | Open 13, Frankrike            | 250 Series | Hard court (i) | Andrej Rubljov     | 5–7, 6–7(4–7)      |
| Vinnare  | 2–9 | Oktober 2022  | Firenze Open, Italien         | 250 Series | Hard court (i) | J. J. Wolf         | 6–4, 6–4           |
| Vinnare  | 3–9 | Oktober 2022  | European Open, Belgien        | 250 Series | Hard court (i) | Sebastian Korda    | 6–3, 6–4           |
| Vinnare  | 4–9 | Oktober 2022  | Swiss Indoors, Schweiz        | 500 Series | Hard court (i) | Holger Rune        | 6–3, 7–5           |
| Vinnare  | 5–9 | Oktober 2023  | Swiss Indoors, Schweiz (2)    | 500 Series | Hard court (i) | Hubert Hurkacz     | 7–6(7–3), 7–6(7–5) |

### Dubbel: 2 (1 titel, 1 andraplats)
| Teckenförklaring       |
| ---------------------- |
| Grand Slam (0–0)       |
| ATP Finals (0–0)       |
| ATP Masters 1000 (1–0) |
| ATP 500 Series (0–1)   |
| ATP 250 Series (0–0)   |

| Finaler efter underlag |
| ---------------------- |
| Hard court (1–0)       |
| Grus (0–0)             |
| Gräs (0–1)             |

| Resultat | V–F | Datum         | Turnering                | Kategori     | Underlag       | Medspelare     | Motståndare                | Resultat                   |
| -------- | --- | ------------- | ------------------------ | ------------ | -------------- | -------------- | -------------------------- | -------------------------- |
| Vinnare  | 1–0 | November 2020 | Paris Masters, Frankrike | Masters 1000 | Hard court (i) | Hubert Hurkacz | Mate Pavić Bruno Soares    | 6–7(3–7), 7–6(9–7), [10–2] |
| Tvåa     | 1–1 | Juni 2021     | Halle Open, Tyskland     | 500 Series   | Gräs           | Hubert Hurkacz | Kevin Krawietz Horia Tecău | 6–7(4–7), 4–6              |